# Microlophus tarapacensis
Espèce
Synonymes
- Tropidurus tarapacensis Donoso-Barros, 1966

Statut de conservation UICN

 DD  : Données insuffisantes
Microlophus tarapacensis est une espèce de sauriens de la famille des Tropiduridae.

## Répartition
Cette espèce est endémique de la région de Tarapacá au Chili.

## Étymologie
Son nom d'espèce, composé de tarapac[a] et du suffixe latin -ensis, « qui vit dans, qui habite », lui a été donné en référence au lieu de sa découverte.

## Publication originale
- Donoso-Barros, 1966 : Reptiles de Chile, Santiago: Universidad de Chile, p. 1-458.